# ایندیونگسان
ایندیونگسان (به لاتین: Indeungsan) یک کوه در کره جنوبی است که در کره جنوبی واقع شده‌است. ایندیونگسان ۶۶۶ متر بالاتر از سطح دریا واقع شده‌است.